# Trophée NHK 1998
Navigation
Édition précédente Édition suivante
Le Trophée NHK (en anglais : NHK Trophy) est une compétition internationale de patinage artistique qui se déroule au Japon au cours de l'automne. Il accueille des patineurs amateurs de niveau senior dans quatre catégories: simple messieurs, simple dames, couple artistique et danse sur glace.
Le vingtième Trophée NHK est organisé du 2 au 6 décembre 1998 à la Makomanai Ice Arena de Sapporo. Il est la sixième compétition du Grand Prix ISU senior de la saison 1998/1999.

## Résultats

### Messieurs
| Rang | Nom               | Pays        | Points | Prog. court | Prog. libre |
| ---- | ----------------- | ----------- | ------ | ----------- | ----------- |
| 1    | Evgeni Plushenko  | Russie      | 1.5    | 1           | 1           |
| 2    | Takeshi Honda     | Japon       | 3.5    | 3           | 2           |
| 3    | Li Chengjiang     | Chine       | 4.0    | 2           | 3           |
| 4    | Andrejs Vlascenko | Allemagne   | 7.5    | 5           | 5           |
| 5    | Evgeny Pliuta     | Ukraine     | 8.0    | 4           | 6           |
| 6    | Emanuel Sandhu    | Canada      | 10.0   | 12          | 4           |
| 7    | Stanick Jeannette | France      | 11.5   | 9           | 7           |
| 8    | Roman Skorniakov  | Ouzbékistan | 11.5   | 7           | 8           |
| 9    | Yamato Tamura     | Japon       | 12.0   | 6           | 9           |
| 10   | Derrick Delmore   | États-Unis  | 15.0   | 10          | 10          |
| 11   | Yuri Litvinov     | Kazakhstan  | 15.0   | 8           | 11          |
| 12   | Naoki Shigematsu  | Japon       | 17.5   | 11          | 12          |

### Dames
| Rang    | Nom               | Pays        | Points | Prog. court | Prog. libre |
| ------- | ----------------- | ----------- | ------ | ----------- | ----------- |
| 1       | Tatiana Malinina  | Ouzbékistan | 2.5    | 3           | 1           |
| 2       | Irina Sloutskaïa  | Russie      | 3.0    | 2           | 2           |
| 3       | Fumie Suguri      | Japon       | 5.5    | 5           | 3           |
| 4       | Elena Liashenko   | Ukraine     | 5.5    | 1           | 5           |
| 5       | Vanessa Gusmeroli | France      | 6.0    | 4           | 4           |
| 6       | Yulia Vorobieva   | Azerbaïdjan | 9.5    | 7           | 6           |
| 7       | Eva-Maria Fitze   | Allemagne   | 10.0   | 6           | 7           |
| 8       | Shizuka Arakawa   | Japon       | 12.0   | 8           | 8           |
| 9       | Hanae Yokoya      | Japon       | 13.5   | 9           | 9           |
| 10      | Keyla Ohs         | Canada      | 15.5   | 11          | 10          |
| 11      | Elena Ivanova     | Russie      | 16.0   | 10          | 11          |
| Abandon | Angela Nikodinov  | États-Unis  |        | 12          |             |

### Couples
| Rang    | Nom                                  | Pays       | Points | Prog. court | Prog. libre |
| ------- | ------------------------------------ | ---------- | ------ | ----------- | ----------- |
| 1       | Elena Berejnaïa / Anton Sikharulidze | Russie     | 1.5    | 1           | 1           |
| 2       | Shen Xue / Zhao Hongbo               | Chine      | 3.5    | 3           | 2           |
| 3       | Jamie Salé / David Pelletier         | Canada     | 5.0    | 4           | 3           |
| 4       | Danielle Hartsell / Steve Hartsell   | États-Unis | 5.0    | 2           | 4           |
| 5       | Maria Petrova / Aleksey Tikhonov     | Russie     | 8.0    | 6           | 5           |
| 6       | Marina Khalturina / Andrei Kroukov   | Kazakhstan | 8.5    | 5           | 6           |
| Abandon | Nadia Micalleff / Bruno Marcotte     | Canada     |        | 7           |             |

### Danse sur glace
| Rang | Nom                                   | Pays        | Points | Danse imposée | Danse originale | Danse libre |
| ---- | ------------------------------------- | ----------- | ------ | ------------- | --------------- | ----------- |
| 1    | Marina Anissina / Gwendal Peizerat    | France      | 2.0    | 1             | 1               | 1           |
| 2    | Irina Lobatcheva / Ilia Averboukh     | Russie      | 4.0    | 2             | 2               | 2           |
| 3    | Margarita Drobiazko / Povilas Vanagas | Lituanie    | 6.0    | 3             | 3               | 3           |
| 4    | Kati Winkler / René Lohse             | Allemagne   | 8.0    | 4             | 4               | 4           |
| 5    | Tatiana Navka / Roman Kostomarov      | Russie      | 10.0   | 5             | 5               | 5           |
| 6    | Megan Wing / Aaron Lowe               | Canada      | 12.0   | 6             | 6               | 6           |
| 7    | Eve Chalom / Mathew Gates             | États-Unis  | 14.0   | 7             | 7               | 7           |
| 8    | Charlotte Clements / Gary Shortland   | Royaume-Uni | 16.0   | 8             | 8               | 8           |
| 9    | Rie Arikawa / Kenji Miyamoto          | Japon       | 18.4   | 10            | 9               | 9           |
| 10   | Nozomi Watanabe / Akiyuki Kido        | Japon       | 19.8   | 9             | 10              | 10          |

## Sources
- (en) Résultats du Trophée NHK 1998 sur le site de l'International Skating Union
- Patinage Magazine N°65 (Janvier/Février 1999)